# Ulica Daniłowiczowska w Warszawie

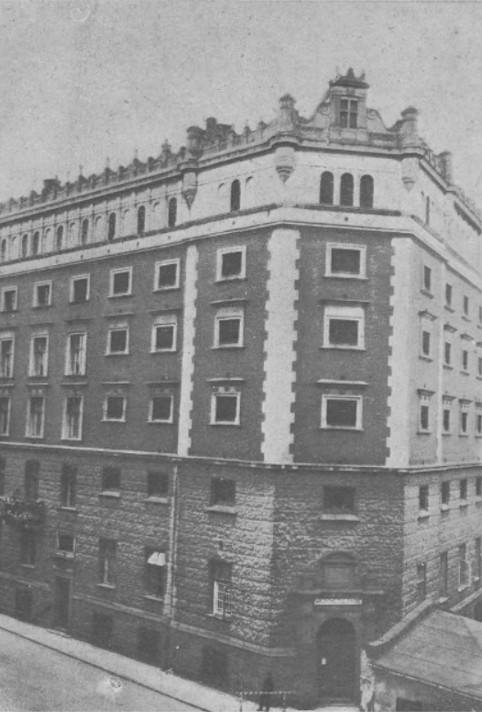
Nieistniejący budynek Aresztu Centralnego

Ulica Daniłowiczowska – ulica w warszawskiej dzielnicy Śródmieście.

## Historia
Pierwotnie zaczynająca swój bieg od Senatorskiej ulica Daniłowiczowska powstała w początkach XVII wieku jako droga dojazdowa do dworu Jana Mikołaja Daniłowicza, przypisanego numeracji ul. Hipotecznej.
Pierwszym istotnym obiektem wzniesionym przy ulicy był pałac Teodora Andrzeja Potockiego, w późniejszym okresie prymasa Polski, wybudowany przed rokiem 1732. Pałac ów w latach 1746–1795 mieścił Bibliotekę Załuskich, dzięki temu w roku 1771 Daniłowiczowska została częściowo wybrukowana na odcinku od ul. Senatorskiej do biblioteki.
Pod koniec XVII w. u zbiegu z Senatorską powstały murowane dwory, częściowo wykorzystane potem przy budowie pałacu Filipa Nereusza Szaniawskiego, znanego od miana późniejszego właściciela jako pałac Blanka.
Przeciwną stronę ulicy zajmowała wtedy oficyna pałacu Franciszka Dębińskiego, również przyporządkowanego numeracji Senatorskiej. W późniejszym okresie wybudowano kilka pałaców i pałacyków, miała więc ona charakter rezydencjonalny; jedynym odstępstwem był skład porcelany berlińskiej, działający już przed rokiem 1800. Spalony w roku 1807 budynek pałacu Daniłowicza odbudowano potem jako czynszową kamienicę.
Od roku 1802 istniała przy Daniłowiczowskiej synagoga Niemiecka, zlikwidowana po wybudowaniu Wielkiej Synagogi na Tłomackiem. Miejsce dawnej sali modlitwy zajęła sala widowiskowa zwana Teatrem Małym. Inicjatorem jej powstania był Kazimierz Granzow, właściciel kilkunastu kamienic w Warszawie oraz cegielni w podwarszawskim wtedy Kawęczynie, znanej jako Kawęczyńskie Zakłady Cegielniane. Przed rokiem 1847 przy ulicy istniała fabryka gwoździ, później przejęta na manufakturę mydła i perfum Fryderyka Pulsa; w dawnym pałacu Załuskich od roku 1845 funkcjonowała drukarnia Stanisława Strąbskiego.
W roku 1900 przebito uliczkę wiodącą do Teatru Nowości położonego przy ul. Hipotecznej, wiązało się to z rozbiórką oficyn przedniego dziedzińca dawnej biblioteki. Zdobiące je popiersia królów przeniesiono wtedy na fasadę korpusu głównego, co zaowocowało nadaniem budynkowi obiegowej, lecz niezmiernie trwałej nazwy Domu pod Królami.
W latach 1912–1913 u zbiegu z ul. Hipoteczną wystawiono według projektu Karola Jankowskiego i Franciszka Lilpopa gmach biurowca i magazynów „Fabryki Płodów Chemicznych Ludwik Spiess i Syn” mieszczącej się w Tarchominie.
Po wybudowaniu w roku 1911 przy sąsiedniej ul. Bielańskiej oddziału rosyjskiego Banku Państwa, przy Daniłowiczowskiej 18 wzniesiono dom mieszkalny dla jego urzędników – jedyny zachowany do dziś obiekt przy ulicy wybudowany przed rokiem 1939. W zbliżonym czasie powstał też gmach miejskiego Aresztu Centralnego, wybudowany w latach 1913–1914 na wprost wylotu ul. Hipotecznej.
W okresie międzywojennym przy Daniłowiczowskiej wzniesiono jedynie ogromny budynek Wydziału Technicznego Zarządu Miasta, wybudowany w latach 1936–1938 według projektu Antoniego Jawornickiego. Zbyt wysoki i monumentalny dla miejsca, w którym powstał, szybko zdominował panoramę okolicy, przytłaczając pałac Blanka. W domu nr 3 mieścił się Urząd Śledczy, a nr 10 − XII komisariat Policji Państwowej.
Rok 1944 przyniósł zagładę większości zabudowy ulicy. W okresie powojennym rozebrano nieuszkodzone zabudowania biurowe fabryki chemicznej Spiessów, oraz rozcięto Daniłowiczowską na dwa niepowiązane ze sobą odcinki, wyburzając dawny pałac Jabłonowskich przy ulicy Senatorskiej i urządzając skwer na jego miejscu. Odcinek ulicy przylegający do Senatorskiej włączony został w bieg nowo powstałej ulicy Nowy Przejazd. W latach 1995–1997 odbudowano pałac Jabłonowskich, a wraz nim przywrócono odcinek Daniłowiczowskiej pomiędzy Hipoteczną a Nowym Przejazdem, przy czym nie jest on oficjalnie zaliczany przez miasto do przebiegu tej ulicy.

## Ważniejsze obiekty
- Dom Pod Królami
- Reduta Bank Polski

## Obiekty nieistniejące
- Areszt Centralny w Warszawie